# Estação Ferroviária de Baia
Baia é uma interface ferroviária do Caminho de Ferro de Luanda que serve o município de Viana, em Angola.

## Serviços
A interface é servida por comboios suburbanos, e pelos serviços de longo e médio curso.

## Modernização
Esta estação é uma das seis interfaces do Caminho de Ferro de Luanda em remodelação como parte das obras de duplicação e ligação ao futuro aeroporto de Luanda. Está a ser construído um novo edifício multimodal.